# Abduktion (bevægelse)
 For alternative betydninger, se Abduktion. (Se også artikler, som begynder med Abduktion)
Abduktion  er bevægelse væk fra legemets centrale akse.
|  |  |  | Betegnelser: 1. Abduktion 2. Adduktion 3. Anteversion 4. Extension 5. Flexion 6. Pronation 7. Retroversion 8. Rotation 9. Supination 10. Cirkumduktion |